# Dzieciątko Jezus

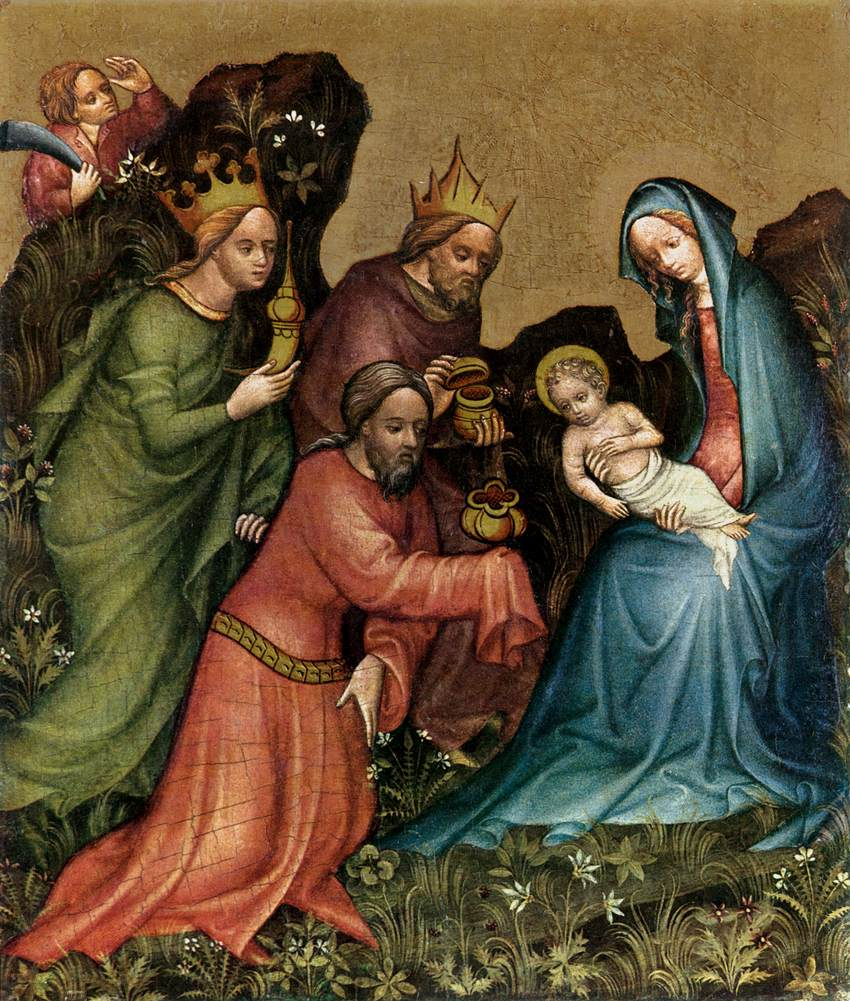
Adoracja Dzieciątka (ok. 1410)

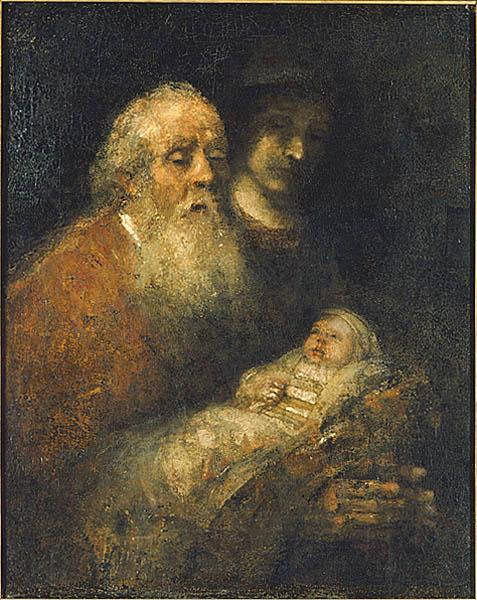
Starzec Symeon i Dzieciątko Jezus w świątyni (Rembrandt, 1669)

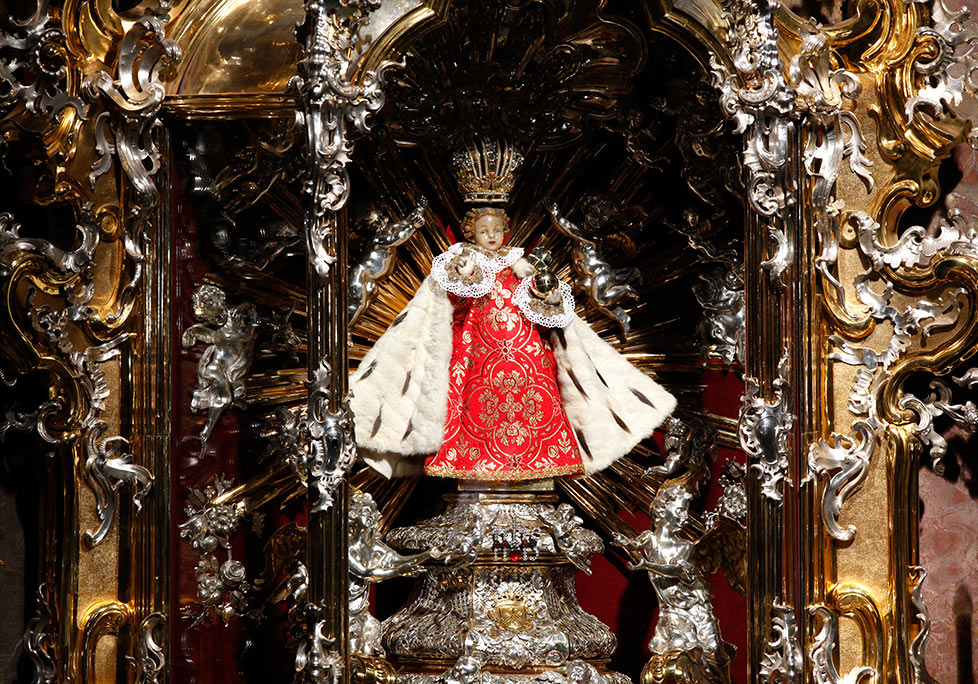
Praskie Dzieciątko Jezus

Dzieciątko Jezus – postać Jezusa Chrystusa jako dziecka w wieku do lat 12. Jest obiektem kultu chrześcijan, a także tematem ikonograficznym przedstawień dewocyjnych.

## Historia kultu
Pierwsze przejawy kultu Dzieciątka Jezus obecne są w Nowym Testamencie: opisany jest hołd, jaki złożyli pasterze nowonarodzonemu Dziecięciu, a także dary – złoto, kadzidło i mirrę, jakie ofiarowali mu magowie. Cześć oddał mu także Symeon Starzec, a
prorokini Anna „rozpowiadała o nim wszystkim, oczekującym wybawienia Jeruzalem”.
W apokryfach pojawiają się wzmianki dotyczące historii małego Jezusa. Protoewangelia Jakuba (II w.) opisuje wydarzenia z dzieciństwa Chrystusa aż do rzezi niewiniątek. Ewangelia Dzieciństwa Tomasza zawiera opowiadania o cudach, których dokonał Jezus jako dziecko. Gnostyckie opowiadania wspominają o poselstwie anioła Borucha do dwunastoletniego Jezusa, o przekazaniu mocy
nadprzyrodzonej przez Dzieciątko Jezus swojej matce Maryi oraz Janowi Chrzcicielowi, jak również o związkach Dziecięcia z Duchem Świętym. Kolejne legendy na ten temat przekazuje Ewangelia Pseudo-Mateusza. Opracowania te cieszyły się popularnością i były cytowane przez pisarzy chrześcijańskich.
Ku czci Dzieciątka Jezus powstawały utwory poetyckie, oparte na motywach i treści ewangelicznej i apokryficznej, pisane m.in. przez Efrema Syryjczyka (IV w.), autora hymnu De nativitate i Jana Damasceńskiego (VIII w.). Już w starożytności zaczęły się pielgrzymki do Ziemi Świętej, m.in. do Groty Narodzenia. Od połowy VII wieku w Rzymie czczono szczątki żłobka betlejemskiego wraz z relikwiami drzewa Krzyża Świętego. Kult Dzieciątka Jezus był istotnym elementem duchowości zakonu cystersów, mających znaczący wpływ na rozwój kultury duchowej oraz materialnej średniowiecznej Europy, a nabożeństwo do Dzieciątka Jezus szerzyła szkoła franciszkańska.
Pod koniec średniowiecza kult Dzieciątka Jezus upowszechniał się w Niemczech, krajach skandynawskich, Czechach i Niderlandach. Modlono się do niego, a w okresie Bożego Narodzenia stawiano w klasztorach i w domach wiernych jego figurki. Nabożeństwo do Dzieciątka Jezus rozwijali karmelici, związani z Teresą z Ávili oraz Janem od Krzyża (XVI w.).
Kardynał Pierre de Bérulle (1575–1629), założyciel Kongregacji Oratorium Naszego Pana Jezusa Chrystusa, szerzył kult na terenie Francji, a za jego centrum uchodzi klasztor karmelitański w Beaune. Kult szerzyli następnie także jezuici. Od XVII w. pod wezwaniem Dzieciątka Jezus powstawały wspólnoty zakonne żeńskie powołane dla działalności charytatywnej. Pod patronatem Dzieciątka Jezus powstawały w XIX w. bractwa, stowarzyszenia, instytucje charytatywne, wychowawcze i misyjne. Patronat Dzieciątka Jezus bywa nadawany placówkom medycznym. W 1758 w Warszawie powstał Szpital Generalny Dzieciątka Jezus przeznaczony m.in. dla kobiet w ciąży. W 1961 przychodnię następnie rozwiniętą w szpital o tym samym patronacie założono w Manili. Początkowo miała ona profil pediatryczny.
Istotnym ośrodkiem kultu Dzieciątka Jezus był od XVII w. Kościół Panny Marii Zwycięskiej w Pradze, którego wpływ widoczny był też w Polsce.